# Jocs Paralímpics d'estiu de 2008
Els Jocs Paralímpics d'estiu de 2008 van ser els tretzens Jocs Paralímpics, celebrats a Pequín (Xina) des del 6 al 17 de setembre de 2008. Així com els Jocs Olímpics de 2008, els esdeveniments eqüestres van tenir lloc a Hong Kong i les competicions de navegació a Tsingtao.

## Esports
Vint esports estan presents en el programa:
| - Atletisme - Bàsquet amb cadira de rodes - Boccia - Ciclisme - Hípica | - Esgrima amb cadira de rodes - Futbol per a cecs - Futbol 7 - Golbol - Halterofília | - Judo - Natació - Rem - Rugbi amb cadira de rodes - Tennis amb cadira de rodes | - Tennis de taula - Tir - Tir amb arc - Vela esportiva - Voleibol assegut |

El rem apareix per primer cop en uns Jocs Paralímpics.

## Seus i instal·lacions esportives
- Estadi Nacional de Pequín – Atletisme i cerimònies.
- Centre Aquàtic Nacional de Pequín – Natació.
- Gimnàs de la Universitat de Ciència i Tecnologia de Pequín – Fase de preliminars del bàsquet amb cadira de rodes i del rugbi amb cadira de rodes.
- Gimnàs Nacional de Pequín - Fase final del bàsquet amb cadira de rodes.
- Centre de Conferències del Parc Olímpic de Pequín – Esgrima amb cadira de rodes i boccia.
- Velòdrom de Laoshan – Ciclisme en pista.
- Circuit Paralímpic de Ciclisme en Carretera – Ciclisme en carretera.
- Camp d'Hoquei del Parc Olímpic de Pequín – Futbol per a cecs i futbol 7.
- Gimnàs de l'Institut Tecnològic de Pequín – Golbol.
- Gimnàs de la Universitat d'Aeronàutica i Astronàutica de Pequín – Halterofília.
- Centre eqüestre olímpic de Hong Kong – Hípica.
- Gimnàs dels Treballadors – Judo.
- Parc Olímpic de Rem-Piragüisme de Shunyi – Rem.
- Centre Olímpic de Tennis de Pequín – Tennis amb cadira de rodes.
- Gimnàs de la Universitat de Pequín – Tennis de taula.
- Camp de tir amb arc del Parc Olímpic de Pequín – Tir amb arc.
- Saló de tir de Pequín – Tir.
- Centre de Vela Internacional de Tsingtao – Vela esportiva.
- Gimnàs de la Universitat Agrícola de la Xina – Voleibol assegut.

## Països participants
Varen participar 148 països en aquests jocs:
| Llista de nacions participants | Llista de nacions participants | Llista de nacions participants |
| --- | --- | --- |
| - Afganistan - Alemanya - Algèria - Angola - Argentina - Armènia - Austràlia - Àustria - Azerbaidjan - Bèlgica - Bermudes - Bòsnia i Hercegovina - Belarús - Brasil - Brunei - Bangladesh - Barbados - Benín - Botswana - Burundi - Bulgària - Burkina Faso - República Centreafricana - Cambodja - Canadà - Xile - R.P. de la Xina - Costa d'Ivori - Colòmbia - Cap Verd - Costa Rica - Croàcia - Cuba - Txèquia - Dinamarca - República Dominicana - Equador - Egipte - Emirats Àrabs Units - El Salvador - Espanya - Estats Units - Estònia - Etiòpia - Finlàndia - França - Illes Fèroe - Fiji - Gabon - Regne Unit - Geòrgia | - Ghana - Grècia - Guatemala - Guinea - Haití - Hong Kong - Hondures - Hongria - Iran - Irlanda - Iraq - Islàndia - Israel - Índia - Indonèsia - Itàlia - Jamaica - Jordània - Japó - Kazakhstan - Kenya - Kirguizstan - Corea del Sud - Aràbia Saudita - Kuwait - Laos - Letònia - Líbia - Líban - Lituània - Luxemburg - Macau - Madagascar - Marroc - Malàisia - Moldàvia - Mèxic - Mongòlia - Macedònia del Nord - Mali - Malta - Montenegro - Maurici - Myanmar - Namíbia - Països Baixos - Nepal - Níger - Nigèria | - Noruega - Nova Zelanda - Oman - Pakistan - Panamà - Perú - Filipines - Palestina - Papua Nova Guinea - Polònia - Portugal - Puerto Rico - Qatar - Romania - Sud-àfrica - Rússia - Ruanda - Samoa - Senegal - Sri Lanka - Singapur - Eslovènia - Sèrbia - Suïssa - Surinam - Eslovàquia - Suècia - Síria - Tanzània - Tonga - Tailàndia - Tadjikistan - Turkmenistan - Timor Oriental - Tunísia - Turquia - Xina Taipei - Uganda - Ucraïna - Uruguai - Uzbekistan - Vanuatu - Veneçuela - Vietnam - Xipre - Zàmbia - Zimbàbue |